# Ácido 4,5-dihidroorótico
El ácido 4,5-dihidroorótico es un derivado del ácido orótico que actúa como intermediario en la biosíntesis de pirimidinas en Saccharomyces.
Es sintetizada por la dihidroorotasa (EC 3.5.2.3) a partir del ácido carbamoil aspártico, y funciona como sustrato para la dihidroorotato deshidrogenasa (EC 1.3.3.1) para sintetizar orotato.